# Gulnaz Zhuzbaeva
Gulnaz Zhuzbaeva (en kirguís : Гүлназ Жүзбаева) es una activista kirguí que trabaja por los derechos de las personas con discapacidad. En 2020 fue incluida en la lista 100 Women de la BBC.

## Trayectoria
Estudió en el Centro para Ciegos de Luisiana. Ex directora de la Federación de Ciegos de Kirguistán, Zhuzbaeva trabajó como traductora de braille en 2021. Ha formado a personas con discapacidad visual, así como a sus empleadores. También es codirectora de la organización no gubernamental Empower Blind People.
Entre sus compromisos como oradora pública se incluyen: una charla TEDx en Bishkek en 2021; para las Naciones Unidas en el Día Internacional de la Mujer en 2019, entre otros.

## Reconocimientos
La BBC nombró a Zhuzbaeva como una de las 100 mujeres más influyentes de 2020.